# Kaká
Kaká – bürgerlich Ricardo Izecson dos Santos Leite – (* 22. April 1982 in Gama, Distrito Federal do Brasil) ist ein ehemaliger brasilianischer Fußballspieler. Der offensive Mittelfeldspieler begann seine Karriere beim FC São Paulo und wechselte 2003 nach Italien zur AC Mailand. Mit Milan errang er mit der italienischen Meisterschaft 2004 und dem Gewinn der Champions League 2007 seine größten Erfolge. 2007 wurde Kaká von France Football mit dem Ballon d’Or als „Weltfußballer des Jahres“ ausgezeichnet, zudem gewann er im selben Jahr die Wahl zum FIFA-Weltfußballer des Jahres. Zwei Jahre später erfolgte sein Wechsel zu Real Madrid; mit den Spaniern gewann er je einmal die Meisterschaft und die Copa del Rey. 2013 kehrte Kaká zur AC Mailand, 2014 zum FC São Paulo zurück und ließ anschließend zwischen 2015 und 2017 seine Karriere bei Orlando City in der Major League Soccer ausklingen.
Kaká spielte zwischen 2002 und 2016 in 92 Spielen in der brasilianischen Nationalmannschaft, für die er 29 Tore erzielte. Bei der Weltmeisterschaft 2002, seinem ersten großen internationalen Turnier, wurde Kaká im Alter von 20 Jahren Weltmeister, wobei er in der Offensive um Rivaldo, Ronaldinho und Ronaldo einmal eingewechselt wurde. Im Anschluss stieg Kaká zu einem der besten Spieler Brasiliens auf und nahm als Führungsspieler an den Weltmeisterschaften 2006 und 2010 teil.

## Jugend
Ricardo Izecson dos Santos Leite wurde am 22. April 1982 in Gama geboren, einer Satellitenstadt unweit der Hauptstadt Brasília. Die Familie zählte zur gehobenen Mittelschicht: Vater Bosco Izecson Pereira Leite war Bauingenieur, Mutter Simone Cristina dos Santos Leite arbeitete als Lehrerin. Damit stammt er,  im Gegensatz zu vielen anderen brasilianischen Fußballstars, nicht aus einer Favela, sondern wuchs in behüteten familiären Verhältnissen auf. Sein jüngerer Bruder Rodrigo (* 1985) schlug unter dem Namen Digão ebenfalls eine Karriere als Fußballprofi ein. Durch ihn kam er zu seinem Spitznamen Kaká, da dieser Ricardo als kleines Kind nicht aussprechen konnte. Der tiefgläubige Kaká wurde mit 14 Jahren getauft und ist Angehöriger der evangelikalen Freikirche Igreja Renascer em Cristo, die wegen fragwürdiger Praktiken wie angebliche Wunderheilungen sowie krimineller Machenschaften der Führungsriege in der Kritik steht.
Nach dem Umzug nach São Paulo ließ sich die Familie im wohlhabenden Stadtteil Morumbi nieder und Kaká wurde im Alter von acht Jahren in die Jugendmannschaft des FC São Paulo aufgenommen. Der SPFC zählt zu den erfolgreichsten Klubs Brasiliens und hat in seiner Fußballschule spätere Nationalspieler wie Cafu, Denílson oder Júlio Baptista ausgebildet. Der junge Kaká bezeichnete die Vereinslegende Raí als sein sportliches Vorbild und er selbst galt schon früh als Musterschüler, der mit 15 Jahren den ersten Profivertrag unterzeichnete. Im Oktober 2000 drohte Kaká das vorzeitige Karriereende, nachdem er sich bei einem Badeunfall schwer verletzt hatte. Durch einen Kopfsprung in ein Schwimmbecken zog er sich eine Halswirbelfraktur zu, die jedoch vollständig ausheilte und keine Lähmung verursachte. Für seine Genesung dankte er Gott, indem er nach jedem Torerfolg hochblickte und mit beiden Zeigefingern Richtung Himmel deutete.

## Vereinskarriere

### FC São Paulo
Mit 18 Jahren rückte Kaká in den Profikader des FC São Paulo auf und bestritt am 1. Februar 2001 sein erstes Pflichtspiel. Wenige Wochen später (7. März 2001) gewann er mit seinem Klub das Torneio Rio-São Paulo. Beim 2:1-Sieg im Final-Rückspiel gegen Botafogo spielte er sich nach seiner Einwechselung mit einem Doppelpack innerhalb von zwei Minuten ins Rampenlicht. Im Finale der Copa dos Campeões hatte Kaká mit São Paulo allerdings gegen Flamengo Rio de Janeiro das Nachsehen. Der talentierte Mittelfeldspieler entwickelte sich innerhalb kurzer Zeit neben Luís Fabiano zu einem der wichtigsten Akteure in São Paulos Offensive. Obwohl Kaká es in seiner Premierensaison auf 17 Tore in 55 Einsätzen brachte, hing ihm zu Beginn seiner Karriere der Ruf nach, er sei zu zerbrechlich und zu weich für den harten Profifußball. Der endgültige Durchbruch gelang dem Shootingstar im Jahr 2002, als ihn die Sportzeitung Placar zum besten Spieler der brasilianischen Meisterschaft (Bola de Ouro) wählte. Mit seinem Klub verpasste er zwar den Gewinn der Regionalmeisterschaft von São Paulo, errang jedoch nach einem Sieg über den Ituano FC die Supercampeonato Paulista. Durch seine Auftritte hatte Kaká das Interesse europäischer Vereine auf sich gezogen (u. a. Bayern München, Bayer 04 Leverkusen, Brescia Calcio) und entschied sich im August 2003 schließlich für einen Transfer zur AC Mailand. Die Entscheidung war maßgeblich durch den ehemaligen Nationalspieler Leonardo beeinflusst worden, der mittlerweile als Scout für den italienischen Spitzenklub arbeitete. Für den FC São Paulo hatte Kaká wettbewerbsübergreifend 125 Pflichtspiele absolviert und dabei 44 Tore geschossen.

### AC Mailand

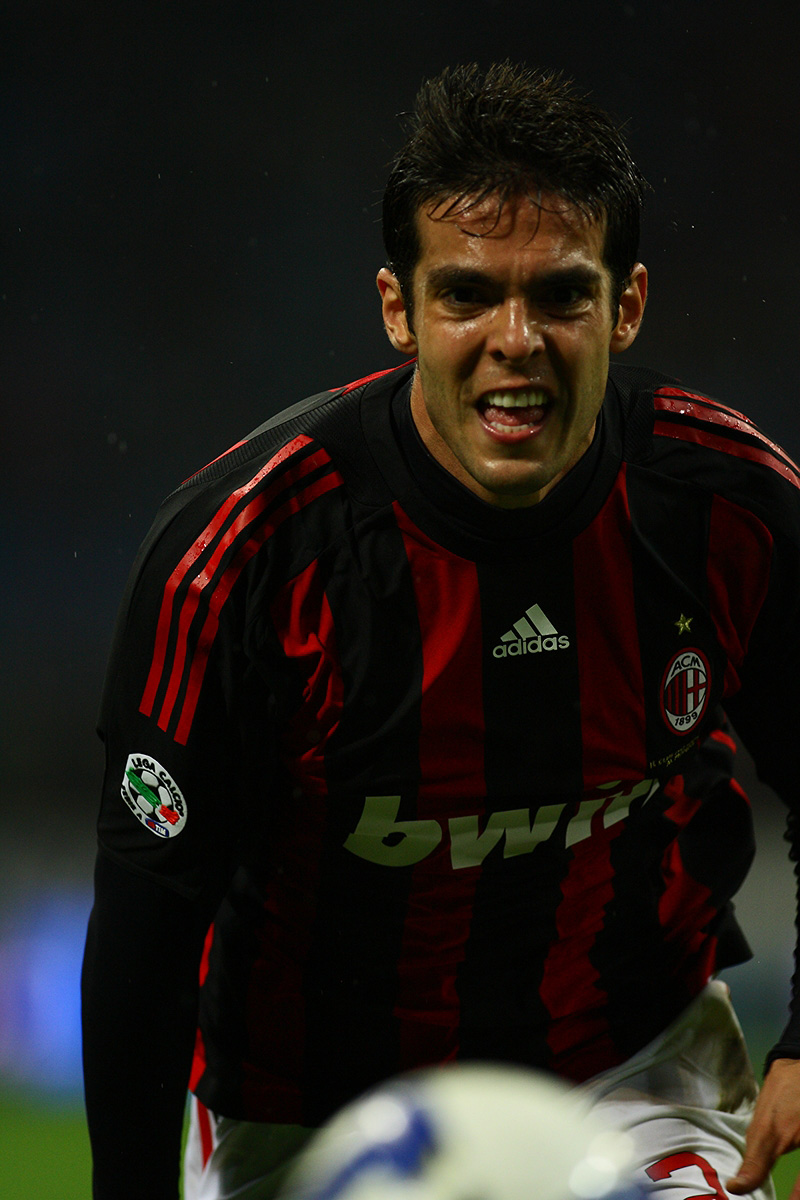
Kaká im Trikot der AC Mailand (2009)

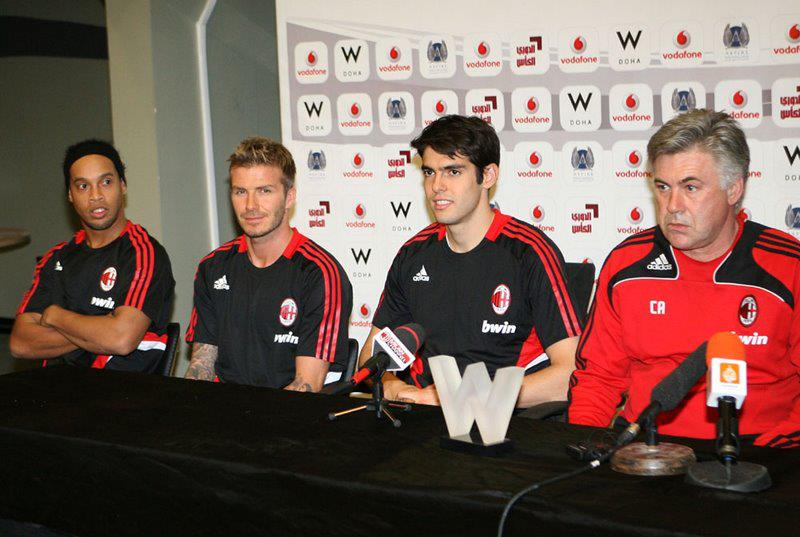
Kaká (Zweiter v. r.) mit Ronaldinho, David Beckham und Carlo Ancelotti auf einer Pressekonferenz (2009)

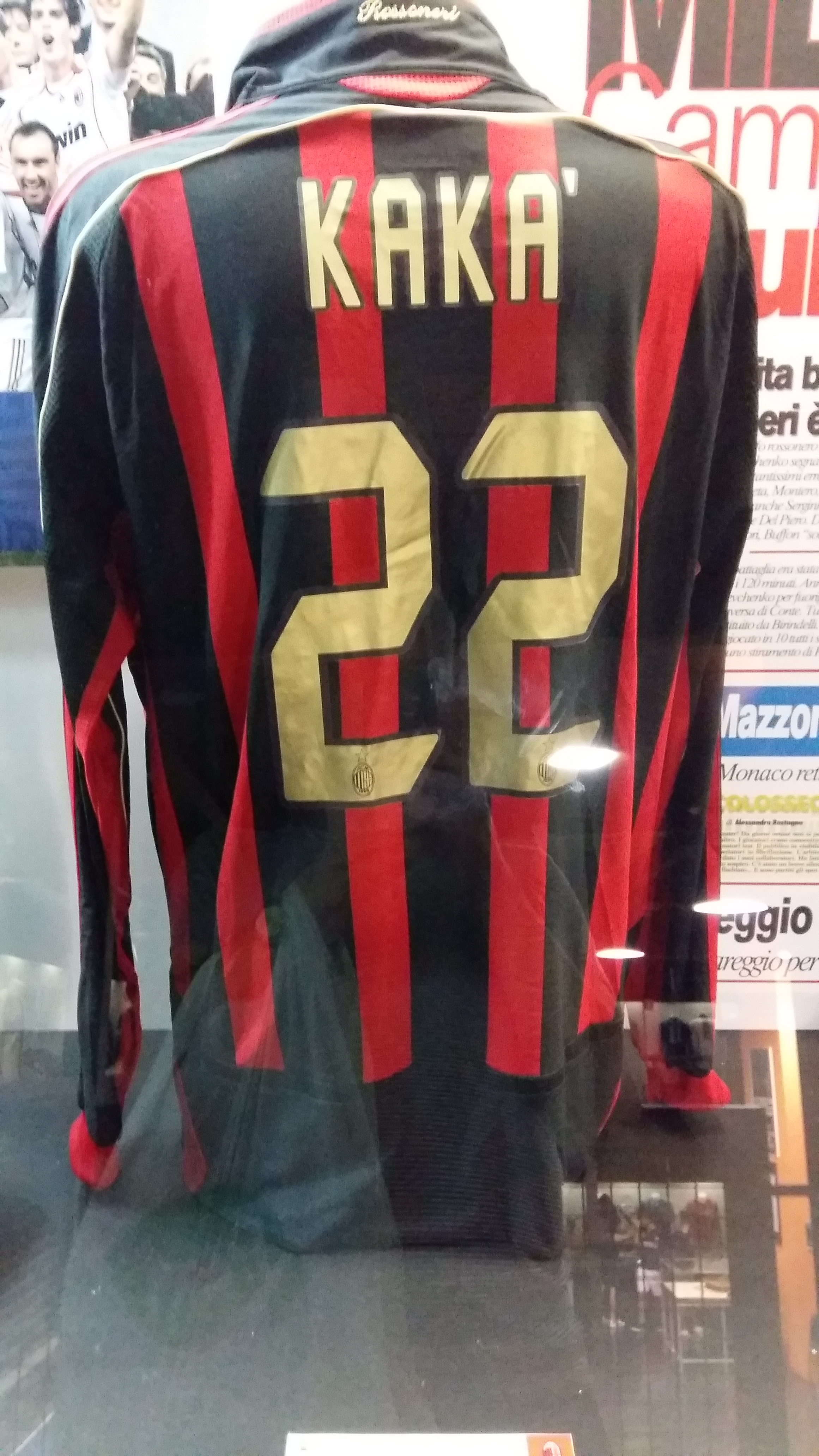
Kakás Trikot im Museum der AC Milan

Im August 2003 wechselte Kaká zum amtierenden Champions-League-Sieger AC Mailand und obwohl er im Vorjahr mit Brasilien die Weltmeisterschaft gewonnen hatte, war er in Europa wenig bekannt. Die Ablösesumme lag bei verhältnismäßig geringen 8,5 Millionen Euro, die Vereinspräsident Silvio Berlusconi später als „Peanuts“ bezeichnete. Sein Debüt für die von Carlo Ancelotti trainierten Rossoneri gab er am 1. Spieltag der Saison 2003/04 (2:0-Sieg über Ancona Calcio). Mit einer Mischung aus individueller Qualität, Disziplin und pragmatischem Fußball verdrängte der 21-jährige Neuzugang den erfahrenen Rui Costa aus dem offensiven Mittelfeld und wurde Stammspieler. Ohne nennenswerte Anpassungsprobleme integrierte sich Kaká in das neue Spielsystem und belebte die Offensive. Ungeachtet seines Alters überzeugte er als kompletter Mittelfeldspieler, deutlich robuster und durchsetzungsstärker als vergleichbare Akteure.  Ausgerechnet im prestigeträchtigen Derby gegen Inter Mailand (3:1) am 6. Spieltag erzielte Kaká sein erstes Tor. Am Ende seiner Premierensaison hatte er in 30 Einsätzen zehn Tore erzielt und gewann mit seinem Klub die italienische Meisterschaft (Scudetto). In der Folgesaison 2004/05 knüpfte der formstarke Brasilianer an seine Leistungen an und bestätigte seinen Ruf als eines der größten Talente des Weltfußballs. Auch abseits des Spielfeldes galt Kaká, im Gegensatz zu anderen brasilianischen Fußballern, als Musterprofi ohne private Eskapaden. Bezeichnenderweise erhielt er 2004 sowohl die Auszeichnungen als Italiens Fußballer des Jahres als auch des besten ausländischen Spielers der Serie A. Er bildete mit Andrea Pirlo, Clarence Seedorf und Gennaro Gattuso in den kommenden Spielzeiten eine der konstantesten Mittelfeldformationen des europäischen Vereinsfußballs, wobei er die Position hinter den Stürmern bekleidete oder als hängende Spitze neben Andrij Schewtschenko agierte. In der Serie A verpasste die sie als Zweitplatzierter die angestrebte Titelverteidigung und am 25. Mai 2005 erlebte Kaká eine der größten sportlichen Niederlagen seiner jungen Karriere. Im denkwürdigen Finale der UEFA Champions League verspielte die favorisierte AC Mailand nach einer 3:0-Halbzeitführung gegen den FC Liverpool den sicher geglaubten Titel (Kaká hatte das Tor von Hernán Crespo vorbereitet). Den Liverpoolern gelang der sensationelle Ausgleich und schließlich siegten sie im Elfmeterschießen. Trotz der Niederlage wurde Kaká 2005 als bester Mittelfeldspieler der abgelaufenen Champions League Saison ausgezeichnet (UEFA Club Football Awards) und landete bei der Wahl zu Europas Fußballer des Jahres erstmals unter den ersten Zehn.
Auch in der Spielzeit 2005/06 blieb Kaká mit den Rossoneri ohne Titel. In der nationalen Liga reichte es erneut nur zur Vizemeisterschaft und in der Champions League scheiterte man im Halbfinale am FC Barcelona. Allerdings war die AC Mailand neben anderen Vereinen in einen Manipulationsskandal verwickelt, weshalb dem Klub zur Strafe 30 Punkte abgezogen wurden. Kaká manifestierte seinen Status als einer der weltbesten Offensivspieler mit 19 Toren in 49 Pflichtspielen und wurde erstmalig in das UEFA Team of the Year gewählt. Beim 4:1-Sieg über Chievo Verona am 6. April 2006 (33. Spieltag) gelang ihm sein erster Hattrick. Seinen fußballerischen Zenit erreichte Kaká zweifellos in der Saison 2006/07, als er maßgeblich am Gewinn der UEFA Champions League beteiligt war. Ancelottis Taktik richtete sich nach Ballbesitz sowie Präsenz in der defensiven Absicherung. Daher stützte sich die offensive Durchschlagskraft wesentlich auf die individuellen Fähigkeiten des athletischen Umschaltspielers Kaká, der auf seinem Karrierehöhepunkt pure Dynamik verkörperte. Nach dem Abgang von Torjäger Schewtschenko füllte er als hängende Spitze die systemtragende Rolle des Angriffsspiels aus und war in der Lage, Spiele durch eine Einzelaktion nahezu im Alleingang zu entscheiden. Seine Spielweise zeichnete sich durch Geschwindigkeit, Schusstechnik, Ballsicherheit und enorme Durchschlagskraft aus. Dabei konnte der Brasilianer durch seine Tempodribblings große Räume überbrücken, Chancen kreieren oder er suchte selbst den Torabschluss. Insbesondere in der Königsklasse zeigte Kaká herausragende Leistungen. Mit zehn Treffern wurde er Torschützenkönig und führte Milan mit entscheidenden Toren gegen Celtic Glasgow und Manchester United ins Endspiel nach Athen. Dort glückte am 23. Mai 2007 durch ein 2:1 über den FC Liverpool die Revanche und die Rossoneri gewannen Europas wichtigsten Pokalwettbewerb. Im Finale blieb Kaká ohne Torerfolg, hatte jedoch das vorentscheidende 2:0 durch Filippo Inzaghi vorbereitet. Angeführt von Kaká holte Milan 2007 weitere Titel wie den UEFA Supercup (3:1 gegen den FC Sevilla) und am 16. Dezember 2007 durch einen 4:2-Sieg über die Boca Juniors die FIFA-Klubweltmeisterschaft. Auch hier hatte sich Kaká als der überragende Akteur bewiesen und beendete ein für ihn bemerkenswertes Jahr mit zahlreichen persönlichen Auszeichnungen. Folgerichtig wurde Kaká im Dezember 2007 mit dem Ballon d’Or als Europas Fußballer des Jahres ausgezeichnet und auch zum FIFA-Weltfußballer gewählt. Vizepräsident Adriano Galliani betitelte Kaká als „Aushängeschild des Klubs“ und unlängst wurde er mit Transfers zu Real Madrid oder dem FC Chelsea in Verbindung gebracht. Daher verlängerte die AC Mailand im Februar 2008 seinen Vertrag vorzeitig bis 2013 und machte ihn mit einem Netto-Jahresgehalt von neun Millionen Euro zum Topverdiener der Serie A.
Nach den Erfolgen des Jahres 2007, spielte Kaká weiterhin auf einem hohen Niveau (interner Toptorjäger mit 15 Ligatoren) und war der offensive Dreh- und Angelpunkt. Allerdings war der Kader der AC Mailand überaltert und drohte den Anschluss an die Spitzenklubs zu verlieren. Am Saisonende 2007/08 reichte es lediglich zu einem enttäuschenden fünften Tabellenplatz und die Wechselgerüchte um den Superstar mehrten sich. Im Januar 2009 bemühte sich Manchester City um eine Verpflichtung Kakás und unterbreitete ein astronomisches Transferangebot in Höhe von 125 Millionen Euro, wobei man dem Spieler ein Jahresgehalt von 15 Millionen Euro in Aussicht stellte. Damit wäre er zum teuersten und bestbezahlten Fußballer der Welt aufgestiegen. Doch nach intensiven Verhandlungen mit Milans Klubführung und seinem Vater, erteilte Kaká dem Angebot am 19. Januar 2009 eine Absage und beteuerte öffentlich, weiterhin für die AC Mailand spielen zu wollen. Zuvor hatten hunderte Milan-Fans zunächst die Geschäftsstelle des Klubs und anschließend Kakás Villa belagert und Spruchbänder mit der Aufschrift „Hände weg von Kaká!“ entrollt. Erst als sich der Spieler am Fenster zeigte, zogen die Tifosi ab.

### Real Madrid

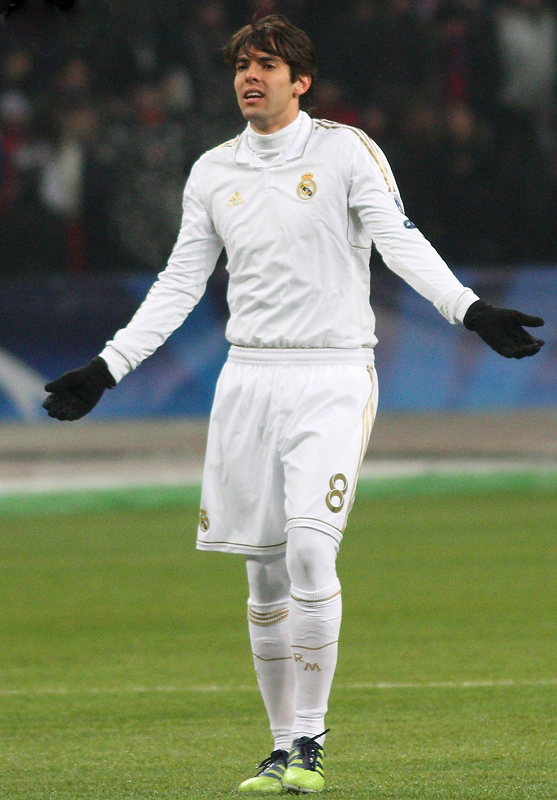
Kaká im Trikot von Real Madrid (2012)

Ein halbes Jahr später, im Juni 2009, kündigte Kaká jedoch seinen Wechsel zu Real Madrid an. Der Brasilianer unterschrieb bei den Spaniern einen Vertrag bis 2015. Die Ablösesumme betrug 65 Millionen Euro, damit war Kaká damals einer der teuersten  Transfers in der Geschichte des Profifußballs.
Kaká sagte, dass er mit diesem Wechsel auch der AC Mailand, mit der er emotional immer verbunden sei, helfen wolle, da sich der Verein in einer „schweren finanziellen Krise“ befinde. Bereits zuvor hatte die Führung der AC Mailand Kaká wegen der finanziellen Lage zu einem Wechsel gedrängt.
In der Spielzeit 2009/10 absolvierte Kaká für Real Madrid 25 Ligaspiele, musste jedoch zwischenzeitlich wegen einer Schambeinprellung und Knieproblemen pausieren. In der darauffolgenden Saison 2010/11 bestritt er aufgrund eines Meniskusschadens lediglich 14 weitere Ligaspiele. In der Saison 2011/12 kam er auf 27 Ligaeinsätze, stand dabei jedoch nur 17 Mal in der Startelf und somit im Schatten seiner Teamkollegen Mesut Özil und Ángel Di María. Kaká schoss fünf Tore und gewann mit Real Madrid am Ende der Spielzeit erstmals die spanische Meisterschaft. In der Saison 2012/13 kam er erneut nicht über die Rolle des Einwechselspielers hinaus und absolvierte lediglich 19 Ligaspiele. Am Saisonende kündigte er an, Real Madrid zu verlassen. Bereits in den vorherigen Transferfenstern hatte der Verein Kaká einen Vereinswechsel nahegelegt. Der Brasilianer konnte seiner hohen Ablösesumme in Madrid nie gerecht werden und kam in vier Spielzeiten auf 120 Pflichtspiele und 29 Tore.

### AC Mailand
Zur Saison 2013/14 kehrte Kaká ablösefrei zur AC Mailand zurück. Er unterschrieb einen Zweijahresvertrag bis zum 30. Juni 2015. Nach einer Saison, die der Verein im Mittelfeld auf dem achten Tabellenplatz abschloss, wurde der Vertrag in beidseitigem Einvernehmen aufgelöst.

### Über São Paulo nach Orlando
Im Sommer 2014 verpflichtete ihn das neu gegründete US-amerikanische Franchise Orlando City. Da die Saison der Major League Soccer jedoch erst im Januar beginnt, kehrte er in sechsmonatiger Leihe zum FC São Paulo zurück. Mit einem Basisgehalt von 5,2 Millionen Euro war er der bestbezahlte Spieler der MLS-Saison 2015. Am 8. März 2015 erzielte Kaká im Spiel gegen den New York City FC das erste Pflichtspieltor für Orlando City überhaupt.
Am 17. Dezember 2017 beendete Kaká im Alter von 35 Jahren seine Profi-Karriere.

## Nationalmannschaft

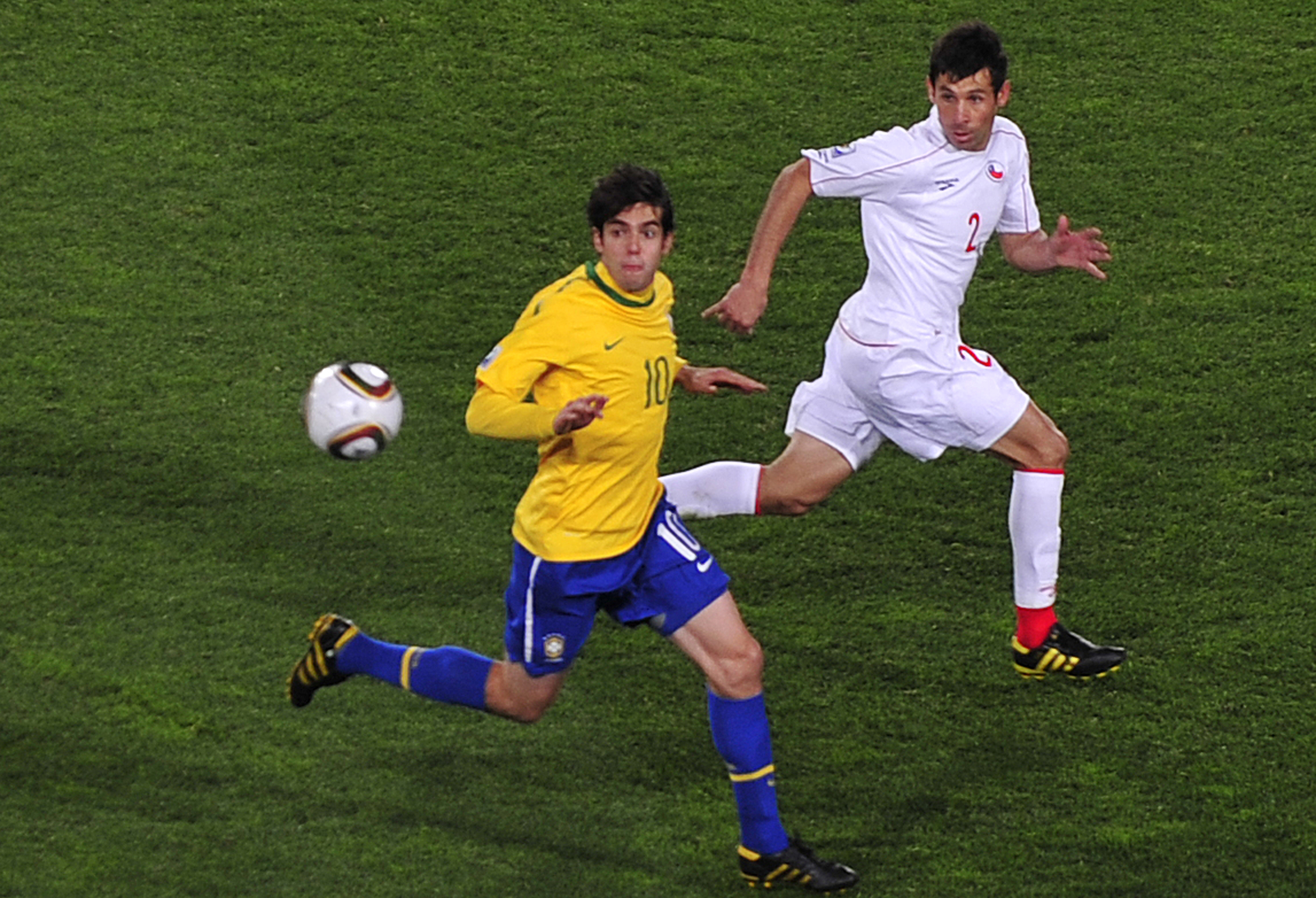
Kaká im Nationaltrikot bei der WM 2010

Kakás erster internationaler Auftritt war seine Teilnahme an der FIFA-Juniorenweltmeisterschaft 2001. Beim Turnier in Argentinien schoss er ein Tor, scheiterte jedoch mit der brasilianischen U-20 im Viertelfinale an Ghana (1:2).
Sein erstes A-Länderspiel für die Seleção bestritt Kaká am 31. Januar 2002 gegen Bolivien (6:0), als Einwechselspieler für Juninho Paulista. Wenige Monate später nominierte ihn Nationaltrainer Luiz Felipe Scolari überraschend für den WM-Kader und machte Kaká zum jüngsten Spieler des Aufgebots. Während des WM-Turniers 2002 stand der Shootingstar allerdings im Schatten des Offensivtrios Rivaldo, Ronaldinho und Ronaldo und kam lediglich im dritten Vorrundenspiel gegen Costa Rica (5:2) zu 18 Minuten Spielzeit. Brasilien gewann schließlich am 30. Juni 2002 den Weltmeistertitel.

„Der unvergesslichste Moment war jener, als ich den Pokal in den Händen hielt, ihn ansah und mir sagte: 'Wir haben es geschafft. Wir sind Weltmeister!' Das war der größte Moment meiner Karriere.“

Beim CONCACAF Gold Cup 2003 traten die Brasilianer mit einer U-23-Auswahl an. Kaká gehörte dem Aufgebot als Mannschaftskapitän an und führte Brasilien mit drei Turniertreffern ins Endspiel, das mit 0:1 gegen Mexiko verloren ging. 2005 war Kaká Leistungsträger der Nationalmannschaft und gewann mit ihr souverän den FIFA-Konföderationen-Pokal (5 Einsätze, 1 Tor). Im Endspiel konnte der große Rivale aus Argentinien mit 4:1 bezwungen werden. Der glänzend aufgelegte Kaká lieferte eine herausragende Partie ab, erzielte das Tor zum zwischenzeitlichen 2:0 und stellte sogar seinen Mannschaftskameraden Ronaldinho in den Schatten.
Im Vorfeld der WM 2006 galten die selbstbewussten Brasilianer dank ihrer hoch gelobten Offensive (Ronaldinho, Ronaldo, Robinho, Adriano und Kaká) als großer Turnierfavorit. Allerdings tat sich der Titelverteidiger schwer, wirkte behäbig und Trainer Carlos Alberto Parreira sollte es nicht gelingen, den hoch veranlagten Individualisten eine ausgewogene Spielidee zu vermitteln. Kaká war eine feste Größe und gehörte in allen Partien zur Startaufstellung. Im Gruppenspiel gegen Kroatien (1:0) erzielte er durch einen herrlichen Distanzschuss das Siegtor und gewann die Wahl zum Man of the Match. Die Seleção wurde ihrer Favoritenrolle nicht gerecht und schied im Viertelfinale nach einer schwachen Vorstellung gegen Frankreich (0:1) aus.
Nach der Weltmeisterschaft 2010 wurde Kaká vom neuen Nationaltrainer Mano Menezes, der das Amt nach dem Turnier von Carlos Dunga übernahm, erst im November 2011 wieder für Testspiele gegen Gabun und Ägypten nominiert, welche er aber verletzungsbedingt absagen musste. Bis zur nächsten Nominierung verstrich ein weiteres Jahr: Im Herbst 2012 nominierte ihn Menezes für die Testspiele gegen den Irak und Japan, woraufhin Kaká am 11. Oktober 2012 sein Comeback gab. Für die WM 2014 in seinem Heimatland wurde er nicht nominiert. Nach der WM und der Rückkehr Dungas als Nationaltrainer wurde Kaká aufgrund verletzungsbedingter Ausfälle und seiner vorübergehenden Rückkehr zum FC São Paulo im Oktober 2014 als nachnominierter Spieler erneut in den Kader der Nationalmannschaft berufen und gab am 11. Oktober beim traditionellen Superclássico das Américas nach 18 Monaten mit einer Einwechslung gegen Argentinien in seinem 88. Länderspiel sein Comeback. Drei Tage später wurde er gegen Japan erneut eingewechselt.
Im Mai 2015 wurde er zunächst für den erweiterten Kader zur Copa América 2015 nominiert, jedoch im Gegensatz zu Altstar Robinho nicht für den endgültigen Kader berücksichtigt. Nach dem Turnier kam er im August zu zwei Einsätzen. Für die Copa América Centenario 2016, das 100-jährige Jubiläums-Turnier der Copa, wurde Kaká zunächst auch nicht berufen. Nach einer Verletzung von Douglas Costa wurde er als erfahrenster Spieler des Kaders nachnominiert und absolvierte eine Partie in der Vorbereitung. Drei Tage vor Beginn des Turniers fiel er jedoch selbst verletzt aus und verpasste die erste Copa-Teilnahme seiner 14-jährigen Karriere. Die Kontinentalmeisterschaft Südamerikas ist damit der einzige Wettbewerb, den Kaká in seiner Laufbahn nicht gewinnen konnte, da er bei den brasilianischen Siegen 2004 und 2007 verletzt gefehlt bzw. pausiert hatte.

## Erfolge

### Nationalmannschaft
- Weltmeister: 2002
- CONCACAF Gold Cup: Finalist 2003
- FIFA-Konföderationen-Pokal: Sieger 2005, 2009

### FC São Paulo
- Torneio Rio-São Paulo: 2001
- Staatsmeisterschaft von São Paulo: 2002

### AC Mailand
- Italienische Meisterschaft: 2004
- UEFA Champions League: 2007
- UEFA Super Cup (2): 2003, 2007
- Italienischer Supercup: 2004
- FIFA-Klub-Weltmeisterschaft: 2007

### Real Madrid
- Spanische Meisterschaft: 2012
- Spanischer Pokal: 2011
- Spanischer Supercup: 2012

## Auszeichnungen
- Ballon d’Or („Weltfußballer des Jahres“): 2007
- FIFA-Weltfußballer des Jahres: 2007
- Bola de Ouro: 2002 (Bester Spieler der Brasilianischen Liga)
- UEFA Club Football Awards: 2005 (Mittelfeldspieler des Jahres)
- Bester ausländischer Spieler des Jahres in Italien (3): 2004, 2006, 2007
- Bester Spieler des Jahres in Italien (2): 2004, 2007
- FIFPro World XI (3): 2006, 2007, 2008
- UEFA Team of the Year (3): 2006, 2007, 2009
- Torschützenkönig der UEFA Champions League: 2006/07 (10 Tore)
- Onze d’or: 2007
- UEFA Club Football Awards: 2007 (Spieler des Jahres)
- UEFA Club Football Awards: 2007 (Stürmer des Jahres)
- FIFPro Fußballer des Jahres: 2007
- World Soccer Player of the Year: 2007
- Bester Spieler der FIFA-Klub-Weltmeisterschaft: 2007
- IFFHS Weltspielmacher: 2007
- Samba d’Or: 2008
- Konföderationen-Pokal 2009: Bester Spieler des Turniers

## Spielweise
Kaká zeichnete sich insbesondere durch seine Schusstechnik und -kraft, Spielintelligenz, sowie Dribbelstärke bei hoher Geschwindigkeit aus. Er war stark bei Standards und verfügte über eine hohe Ballsicherheit und durch seine gute Übersicht über ein exzellentes Passspiel. In der Offensive konnte er relativ vielseitig eingesetzt werden, agierte aber überwiegend auf der Spielmacherposition bzw. hinter den Spitzen.

## Privates

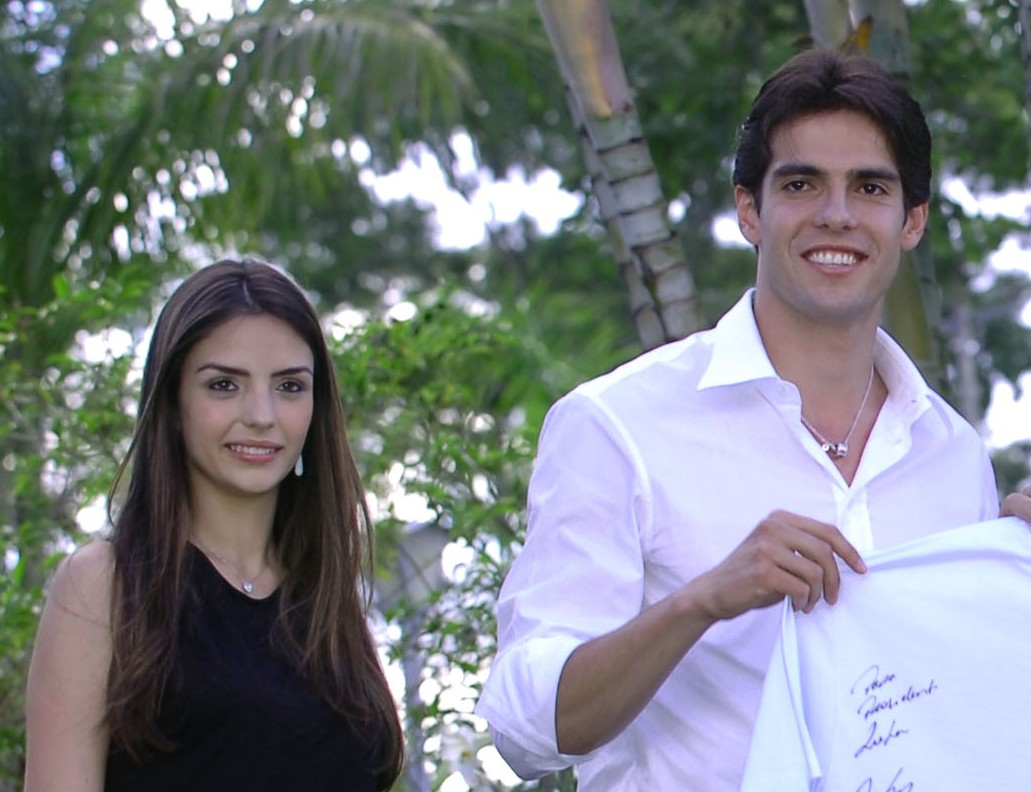
Kaká mit seiner damaligen Frau Caroline Celico (2007)

Am 23. Dezember 2005 heiratete Kaká seine langjährige Jugendfreundin Caroline Celico in São Paulo. Das Ehepaar hat zwei Kinder: Luca (* 10. Juni 2008) und Isabella (* 23. April 2011). Im November 2014 reichte Kaká die Scheidung ein, die im August 2015 offiziell vollzogen wurde.
Seit dem 12. Februar 2007 besitzt Kaká zusätzlich die italienische Staatsbürgerschaft.
2008 geriet Kaká ins Visier der italienischen und brasilianischen Strafermittlungsbehörden, da er mehrere Millionen Euro an die damals in den USA inhaftierten Führer von „Renascer em Cristo“, Sonia und Estevam Hernandes, überwiesen hatte.